# Kraftliner

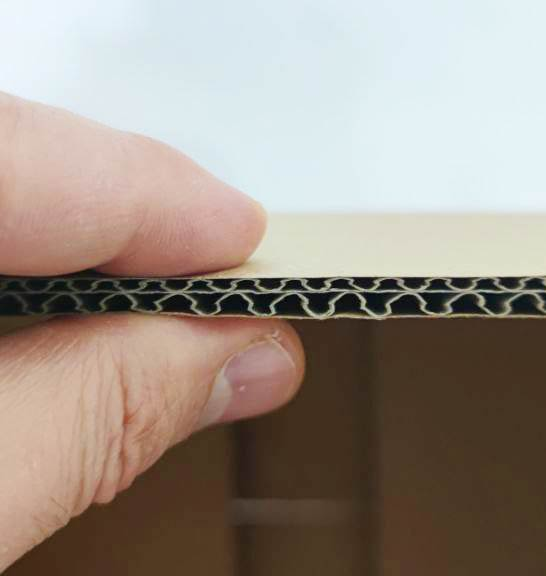
Tvärsnitt av wellpapp med kraftliner överst.

Kraftliner är en pappersprodukt som framför allt används för det yttre lagret av korrugerade kartonger (wellpapp). Kraftliner tillverkas i huvudsak från nyfiber till skillnad från testliner, som i huvudsak tillverkas från returfiber. Vidare tillverkas kraftliner i huvudsak från barrvedsmassa, vilket ger bättre styrkeegenskaper än lövvedsmassa.
Sverige är en stor exportör av kraftliner. De största kraftlinerbruken i Sverige är Smurfit Kappa Kraftliner Piteå och SCA:s anläggningar Obbola pappersbruk i Umeå och Munksunds pappersbruk i Piteå.
SCA har byggt världens, för närvarande största och mest avancerade pappersmaskin för tillverkning av kraftliner vid Obbola pappersbruk. Produktionen ökar från dagens 450 000 ton kraftliner till 725 000 ton årligen för att möta förväntad ökad efterfrågan på förnybara förpackningar. Pappersmaskinen togs i drift i september 2023.